# Stanisław Pieróg
Stanisław Pieróg (ur. 1946) – polski filozof specjalizujący się w historii filozofii polskiej.

## Życiorys
Absolwent filologii polskiej i filozofii na Uniwersytecie Warszawskim, gdzie uzyskał też stopień doktora habilitowanego. Pracuje na Wydziale Filozofii i Socjologii Uniwersytetu Warszawskiego na stanowisku profesora nadzwyczajnego kierując Zakładem Historii Filozofii Polskiej. 

## Publikacje
- 1982 Maurycy Mochnacki: studium romantycznej świadomości;
- 1987 (red.) Maurycy Mochnacki; Poezja i czyn. Wybór pism;
- 1996 (red. razem z Barbarą Markiewicz) August Cieszkowski. W setną rocznicę śmierci;
- 1997 Idea "filozofii narodowej" w polskiej myśli dziewiętnastego wieku;
- 1999 (red.) Spór o charakter narodowy filozofii polskiej. antologia tekstów, 1810-1946;
- 2020 Pokusa ideologii. Studia i szkice o filozofii polskiej epoki romantyzmu.